# 哥德搖滾
哥德搖滾（gothic rock或goth rock，或称为哥特音乐）是自1970年代晚期開始出現的搖滾樂類型。原本是指少數龐克搖滾或後龐克樂團的標籤，而後在1980年代早期哥德一詞（goth）開始成為某中分隔運動的定義。和龐克樂團精力旺盛的音樂風格相反，早期哥德樂團的音樂感覺較為自省，並與美學、黑暗主題文學或哲學相關，如哥德式恐怖、浪漫主義、存在主義、虛無主義等。著名哥德搖滾樂團包括包豪斯樂團、苏克西与女妖 (Siouxsie and the Banshees)、治疗乐队 (The Cure)、仁慈姐妹和Fields of the Nephilim等。
2025播出的動漫「BanG Dream Ave Mujica」也屬於此類型搖滾,經典曲目如「Ave Mujica」、「天球のMusica」、「KILLKISS」等。

## 音樂風格
哥德搖滾的主要特色就是幽暗、低調，並運用電子節奏及鍵盤合成器，以營造出一種黑闇深沈的美感。往後的哥德搖滾則逐漸朝向電子樂發展，進而成為Darkwave樂派。而哥德文化的素材也在90年代初期開始受到金屬樂團的採用。英國知名的毀滅金屬樂團失樂園樂團（Paradise Lost）可說是哥德金屬的先驅，其於1991年所發表的專輯《Gothic》中，便嘗試將少許女音主唱和弦樂襯底加入作品當中，93年的專輯《Icon》，其在美編設計上更進一步採用了哥德式圖像做為意象表徵。隨後，挪威的悲愴劇場（Theatre of Tragedy）則是將哥德元素與毀滅／死亡金屬徹底融合，正式確立了新一派的哥德死亡金屬，而TOT也可說是為金屬樂帶起歌德風的首要功臣之一，悲愴劇場的成功使得這股哥德金屬風潮開始迅速於歐陸蔓延。
然而對比於前面所談及的哥德搖滾，對於歐陸的哥德金屬樂派而言，大多僅是汲取哥德文化的黑闇、唯美氛圍，將之納入於音樂的表現或是視覺美學上，其所著重的仍是在音樂的本質上，不同於所謂的哥德音樂乃是哥德精神的延伸與實踐，兩者之間其實存在著很大的區別。
哥德金屬發展的歷史尚不到二十年的時間，已累積出豐富的面貌，就風格特色上來談，大致可以粗分成以下幾類，不過這並不是絕對的分類，因為不同類別之間的界線有時並不明顯，而且有些樂團作品也可能會同時跨越不同類別。
與1980年代其他另類搖滾不同，哥德搖滾提升了哥德次文化的範圍，包含哥德俱樂部、哥德時尚和哥德雜誌。